# 1972年の日本公開映画
- 映画 > 映画の一覧 > 年度別日本公開映画 > 1972年の日本公開映画
- 映画 > 1972年の映画 > 1972年の日本公開映画

1972年の日本公開映画（1972ねんのにほんこうかいえいが）では、1972年（昭和47年）1月1日から同年12月31日までに日本で商業公開された映画の一覧を記載。作品名の右の丸括弧内は製作国を示す。
記載の凡例については年度別日本公開映画#凡例を参照

## 作品一覧

### 1月
- 11日
  - 狼やくざ 殺しは俺がやる （ 日本）
- 15日
  - 哀しみの終わるとき （ フランス）
  - 子連れ狼 子を貸し腕貸しつかまつる （ 日本）
  - 座頭市御用旅[1] （ 日本）
- 22日
  - 雨のパスポート[2] （ フランス /  イギリス）
  - 傷だらけの人生 古いやつでござんす （ 日本）
  - マーフィの戦い （ イギリス）
- 29日
  - 君に愛の月影を （ フランス）
  - パパ/ずれてるゥ! （ アメリカ合衆国）

### 2月
- 3日
  - 女番長ブルース 牝蜂の挑戦 （ 日本）
- 5日
  - 蒼ざめた日曜日 （ 日本）
  - その人は炎のように （ 日本）
  - 真夜中のパーティー （ アメリカ合衆国）
  - リア王 （ ソビエト連邦）
- 11日
  - 恋 （ イギリス）
  - ダーティハリー （ アメリカ合衆国）
- 19日
  - 恋人たちのメロディー （ フランス）
  - のぞき （ イギリス /  アメリカ合衆国）
- 22日
  - 人間狩り （ アメリカ合衆国）
- 23日
  - 追いつめる （ 日本）
- 26日
  - フレンチ・コネクション （ アメリカ合衆国）
  - レッド・バロン （ アメリカ合衆国）

### 3月
- 4日
  - 純子引退記念映画 関東緋桜一家 （ 日本）
  - 動物と子供たちの詩 （ アメリカ合衆国）
- 12日
  - 東宝チャンピオンまつり
    - 帰ってきたウルトラマン （ 日本）
    - かしの木モック （ 日本）
    - 昆虫物語 みなしごハッチ （ 日本）
    - 地球攻撃命令 ゴジラ対ガイガン （ 日本）
    - 天才バカボン （ 日本）
    - ミラーマン （ 日本）
- 18日
  - あひる大旋風 （ アメリカ合衆国）
  - アントニーとクレオパトラ （ アメリカ合衆国）
- 20日
  - 東映まんがまつり
    - 仮面ライダー対ショッカー （ 日本）
    - さるとびエッちゃん （ 日本）
    - スペクトルマン （ 日本）
    - ながぐつ三銃士 （ 日本）
    - ムーミン （ 日本）
- 29日
  - 約束（ 日本）

### 4月
- 1日
  - 恋人たちの曲 悲愴 （ イギリス）
- 8日
  - ギャンブラー ( アメリカ合衆国)
  - 黒いジャガー （ アメリカ合衆国）
- 14日
  - ギャング対ギャング 赤と黒のブルース（ 日本）
  - ゾロ目の三兄弟（ 日本）
- 15日
  - 約束（ 日本）
  - 好奇心 （（ フランス /  イタリア /  西ドイツ）
- 22日
  - 恐怖のメロディ （ アメリカ合衆国）
  - 子連れ狼 三途の川の乳母車（ 日本）
  - 夕陽のギャングたち （（ イタリア /  スペイン /  アメリカ合衆国）
- 25日
  - もういちど愛して（（ フランス /  イタリア）
- 29日
  - あゝ声なき友 （ 日本）
  - ガンマン大連合 （ イタリア / 西ドイツ /  スペイン）
  - 11人のカウボーイ （ アメリカ合衆国）
  - 時計じかけのオレンジ ( アメリカ合衆国)

### 5月
- 5日
  - 死刑台のメロディ （ イタリア）
- 13日
  - 巨象の大陸 （ アメリカ合衆国）
  - ドク・ホリディ （ アメリカ合衆国）
- 20日
  - 狼の賭け（ フランス /  イタリア）
  - ラムの大通り （ フランス）
- 27日
  - コッチおじさん （ アメリカ合衆国）
  - 早春 （ イギリス）
  - 夜の大捜査線/霧のストレンジャー （ アメリカ合衆国）

### 6月
- 3日
  - シャラコ （ イギリス）
- 10日
  - 影狩り （ 日本）
  - 帰郷 （ ソビエト連邦）
  - 西部決闘史 （ イタリア /  スペイン）
  - ホット・ロック （ アメリカ合衆国）
  - 無宿人御子神の丈吉 牙は引き裂いた （ 日本）
- 18日
  - マーベリックの黄金 （ アメリカ合衆国）
- 24日
  - クイン・メリー/愛と悲しみの生涯 （ イギリス）
  - 札幌オリンピック （ 日本）
  - チャトズ・ランド （ アメリカ合衆国）

### 7月
- 1日
  - 荒野に生きる （ アメリカ合衆国）
  - ドリアン・グレイ 美しき肖像 （ イギリス）
- 4日
  - 温泉スッポン芸者 （ 日本）
- 8日
  - おかしなおかしな大追跡 （ アメリカ合衆国）
- 10日
  - 東映まんがまつり へんしん大会
    - 仮面ライダー対じごく大使 （ 日本）
    - 超人バロム・1 （ 日本）
    - 国松さまのお通りだい （ 日本）他3本
- 12日
  - 原始人100万年 （ イギリス）
  - ドラキュラ'72 （ イギリス /  アメリカ合衆国）
- 15日
  - ゴッドファーザー （ アメリカ合衆国）
- 17日
  - 人妻SEX行動専科 （ 西ドイツ）
- 20日
  - ラスト・ショー （ アメリカ合衆国）
- 22日
  - 猿の惑星・征服 （ アメリカ合衆国）
  - 東宝チャンピオンまつり
    - ゴジラ・エビラ・モスラ 南海の大決闘 （ 日本）
    - ミラーマン （ 日本）
    - 天才バカボン （ 日本）他2本

  - ひきしお （ フランス /  イタリア）
  - フレンジー （ アメリカ合衆国）
- 29日
  - ひとりぼっちの天使 （ スウェーデン）

### 8月
- 5日
  - 男はつらいよ 柴又慕情 （ 日本）
  - 黒馬物語 ( イギリス)
  - 夏の日のフォスティーヌ （ フランス /  イタリア）
  - フランツ・リスト 愛の夢 （ ソビエト連邦 /  ハンガリー）
- 12日
  - 女番長ゲリラ （ 日本）
  - ベルリン大攻防戦 （ ソビエト連邦）
- 16日
  - 八月はエロスの匂い （ 日本）
- 19日
  - キャバレー （ アメリカ合衆国）
  - デンジャー・ポイント （ イギリス）
- 25日
  - 女囚701号/さそり （ 日本）
- 26日
  - ハイジャック （ アメリカ合衆国）

### 9月
- 2日
  - 愛と死のエルサレム （ アメリカ合衆国）
  - 暗殺の森 （ イタリア /  フランス /  西ドイツ）
  - ミネソタ大強盗団 （ アメリカ合衆国）
  - 新座頭市物語 折れた杖 （ 日本）
  - 子連れ狼 死に風に向う乳母車 （ 日本）
- 6日
  - 麻薬売春Gメン （ 日本）
- 9日
  - 黒の奔流 （ 日本）
  - 情熱の生涯 ゴヤ （ ソビエト連邦 /  東ドイツ）
- 23日
  - スヌーピーとチャーリー（別題：チャーリー・ブラウンという男の子） （ アメリカ合衆国）[3]
- 10日
  - タランチュラ （ イタリア /  フランス）

### 10月
- 7日
  - エロスの誘惑 ( 日本)
  - バンクジャック （ アメリカ合衆国）
- 10日
  - 影狩り ほえろ大砲 ( 日本)
  - 荒野の七人・真昼の決闘 （ アメリカ合衆国）
  - 無宿人御子神の丈吉 川風に過去は流れた ( 日本)
- 12日
  - 昭和極道史 （ 日本）
- 14日
  - 脱出 （ アメリカ合衆国）
  - ヨハン・シュトラウス 白樺のワルツ （ ソビエト連邦）
- 21日
  - 危険な来訪者 （ フランス）
  - シノーラ （ アメリカ合衆国）
  - ハロルドとモード 少年は虹を渡る （ アメリカ合衆国）
- 28日
  - ジュニア・ボナー/華麗なる挑戦 （ アメリカ合衆国）
  - フェリーニのローマ （ イタリア /  フランス）

### 11月
- 3日
  - 大いなる勇者 （ アメリカ合衆国）
  - ナイト・チャイルド （ イギリス）
  - 複数犯罪 （ アメリカ合衆国）
- 18日
  - 暗殺者のメロディ （ イギリス /  イタリア /  フランス）
  - モダン・タイムス（リバイバル） （ アメリカ合衆国）[4]
- 23日
  - パリは気まぐれ （ フランス）
- 25日
  - ザルツブルグ・コネクション （ アメリカ合衆国）
- 26日
  - 高校生無頼控 （ 日本）
  - 混血児リカ （ 日本）

### 12月
- 2日
  - 新・ガンヒルの決斗 （ アメリカ合衆国）
- 9日
  - カンサス・シティの爆弾娘 （ アメリカ合衆国）
  - 恋人泥棒 （ アメリカ合衆国）
  - バラキ （ イタリア）
- 16日
  - ラ・マンチャの男 （ イタリア）
  - リスボン特急 （ フランス /  イタリア）
- 17日
  - 東宝チャンピオンまつり
    - ゴジラ電撃大作戦他2本 （ 日本）
- 23日
  - 黒いジャガー/シャフト旋風 （ アメリカ合衆国）
  - 恋のエチュード （ フランス）
  - ザ・ビッグマン （ ドイツ /  イタリア）
- 27日
  - 哀愁のサーキット[5] （ 日本）
- 29日
  - 男はつらいよ 寅次郎夢枕 （ 日本）
- 30日
  - 子連れ狼 親の心子の心 （ 日本）
  - 女囚さそり 第41雑居房 （ 日本）
  - 昭和残侠伝 破れ傘 （ 日本）